# Литваки
Литваки́ (от идиш ליטוואַק‎ — ли́твак или ли́твэк) — территориально-лингвистическая подгруппа ашкеназских евреев и исторически связанное с ними ортодоксальное течение в иудаизме, сформировавшиеся на территории Великого княжества Литовского.

## Отличительные особенности

### Язык
Литваки как территориально-лингвистическая подгруппа ашкеназских евреев являются носителями северо-восточного, или литовского (идиш ליטװיש‎, ли́твиш), диалекта языка идиш. Этот диалект был исторически распространён на территории большей части современной Белоруссии, Латвии, Литвы, в некоторых прилегающих районах России, Украины, Польши и частично Эстонии. Со времён Речи Посполитой, в связи с внутренним территориальным делением польско-литовского государства, этот ареал северо-восточного диалекта идиша в еврейских источниках соответственно именуется «Литвой» (идиш ליטע‎, ли́тэ), а его историческая столица и центр еврейской культуры в регионе, Вильно (современный Вильнюс) — «Литовским Иерусалимом» (ашкеназский арамейский ירושלים דליטא, ерушола́йим д’ли́то).

### Традиции
Как этнолингвистическая подгруппа, евреи-литваки помимо собственного диалекта идиша и соответствующего ему произношения древнееврейского и арамейского языков, обладают также некоторыми отличительными особенностями традиционной кухни и приписываемых им черт характера.
В северных областях ареала проживания ашкеназских евреев (то есть в еврейской Литве, см. выше) хасидизм в период своего расцвета не получил широкого распространения, главным образом благодаря влиянию Виленского гаона (в литовской традиции: рабби Элийоhу бен Шлеймэ Залмена), сторонников которого в противопоставлении приверженцам хасидизма называли миснагдим («протестующие»). Впоследствии литваками стали называть всех миснагдим (последователей Виленского гаона, противников хасидизма) вне зависимости от их местонахождения и общинного происхождения.

## История
С середины XIX века последователями Виленского гаона была развита собственная система религиозного образования, центрами которой стали иешивы Мира, Воложина и Поневежа, называемые обыкновенно иешивами (или ешиботами) литовского толка или направления. Уже в начале XX века филиалы этих учебных заведений начали появляться в Америке, а после разрушения традиционных центров религиозного образования литовских евреев и сами иешивы были воссозданы в США (штатах Нью-Йорк и Нью-Джерси) и Израиле (Иерусалим и Бней-Брак). Эти иешивы объединяет традиционная литовская методика изучения Торы, разработанная в конце XIX — начале XX века.
Помимо собственно литовского течения в ортодоксальном иудаизме, среди литваков получили значительное распространение и хасидские династии специфически литвацкого происхождения — Хабад любавического толка (а также его ответвления — нежинское, старосельское, копустское (копысское) и другие), Карлинская-Столинская (Пинская-Карлинская), Слонимская, Койдановская, а также некоторые другие.

## Связанные фамилии
Ашкеназская фамилия Литвак (вариант: Литваков) обыкновенно давалась носителям северо-восточного еврейского диалекта, живущим вне его исторического ареала (чаще всего на Украине).

## Современные духовные лидеры и религиозные авторитеты
- Хазон Иш
- Элиэзер Менахем Шах
- Йосеф Шалом Эльяшив
- Аарон Йеуда Лейб Штейнман
- Хаим Каневский